# Шарвансо
Шарвансо́ (фр. Charvensod) — коммуна в Италии, располагается в автономном регионе Валле-д’Аоста.
Население составляет 2368 человек (2008 г.), плотность населения составляет 95 чел./км². Занимает площадь 25 км². Почтовый индекс — 11020. Телефонный код — 0165.
Покровительницей коммуны почитается святая Колумба из Санса (фр. Colombe de Sens), празднование 31 декабря.

## Демография
Динамика населения:

## Галерея

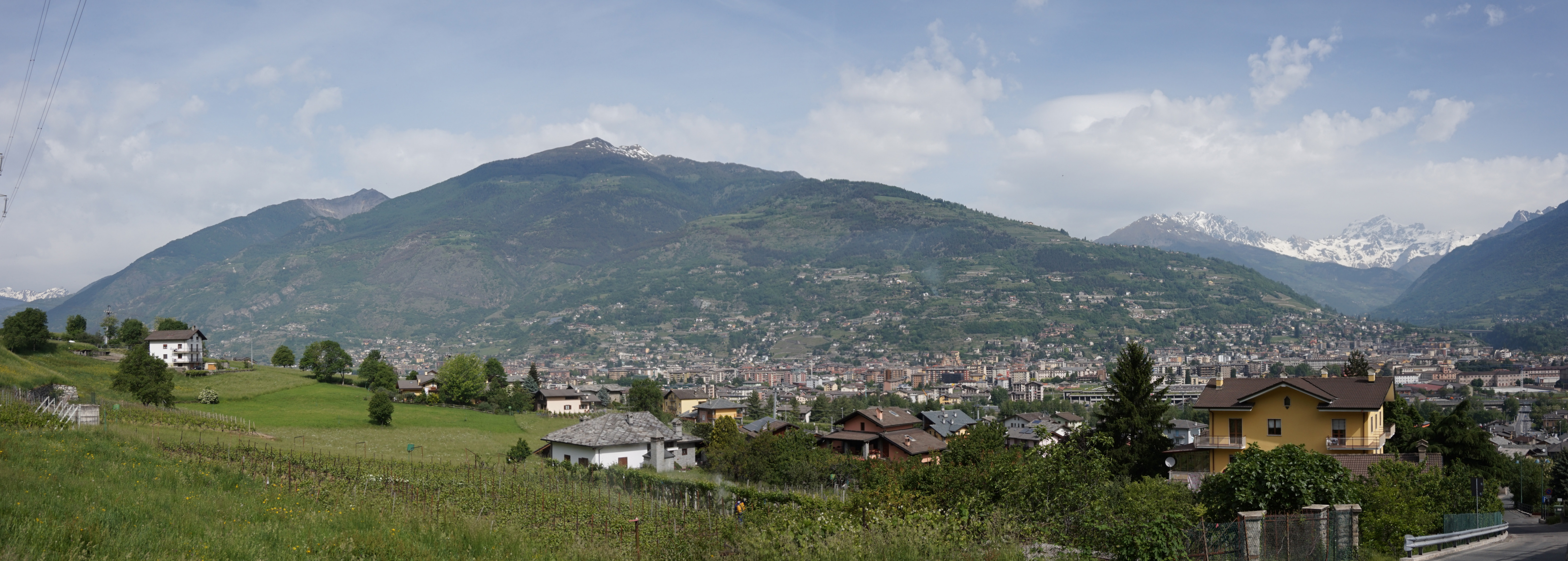
Вид План-Фелина (фр. Plan-Félinaz) и Аосты. В глубине, слева и справа Becca France, Pointe de Chaligne и Гран-Комбен
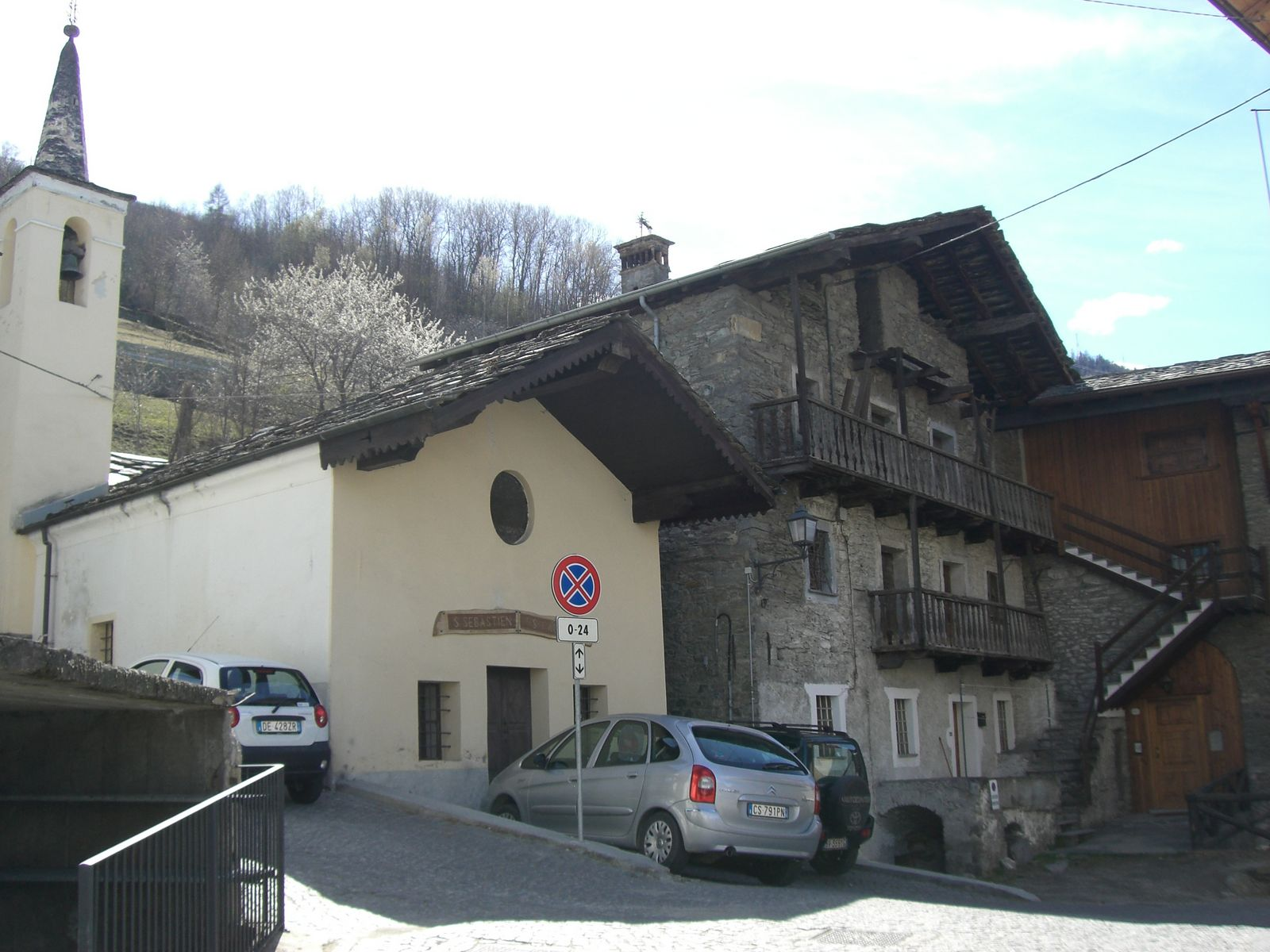
Главная площадь Шарвансо
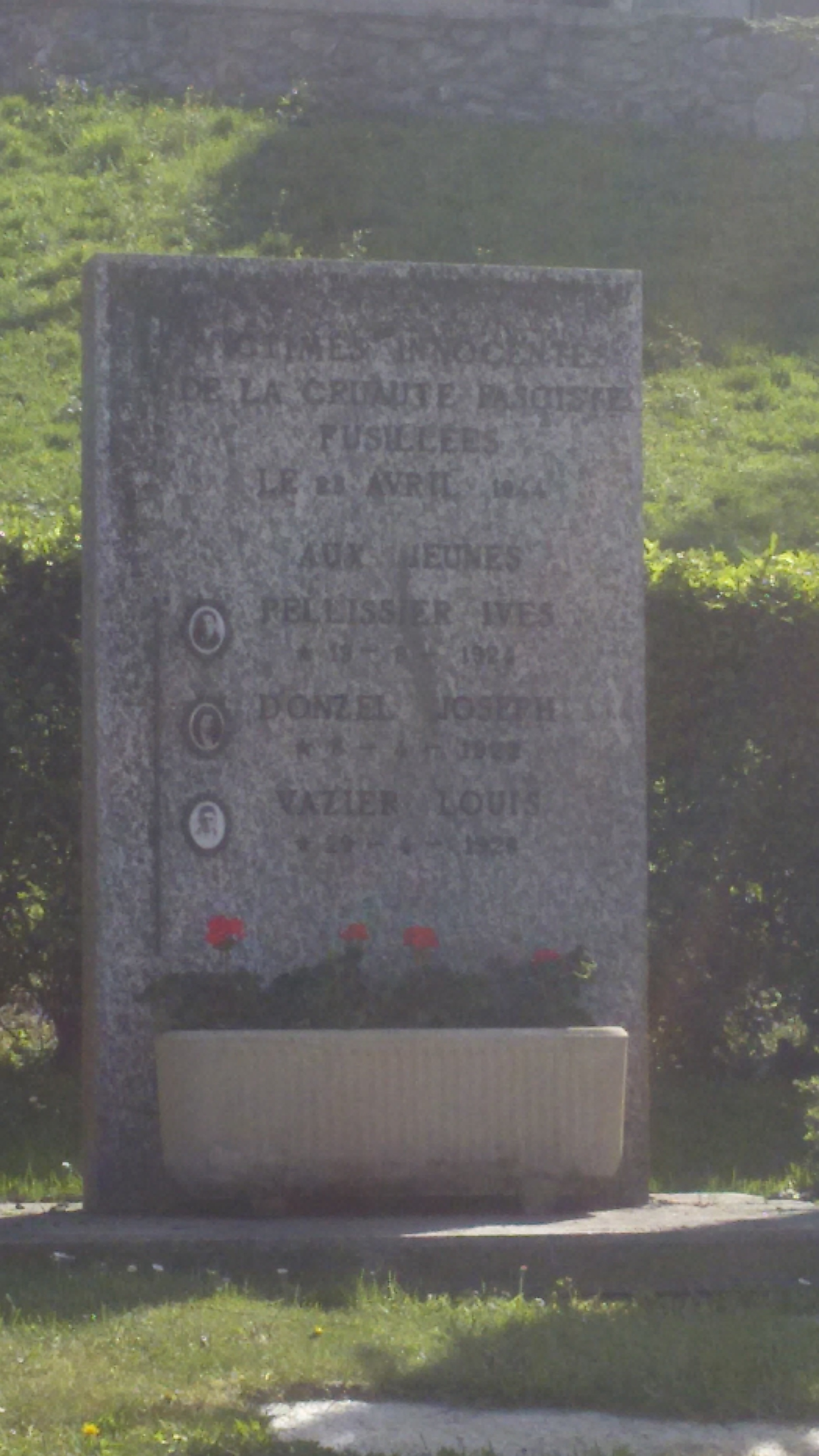
Монумент жертвам войны
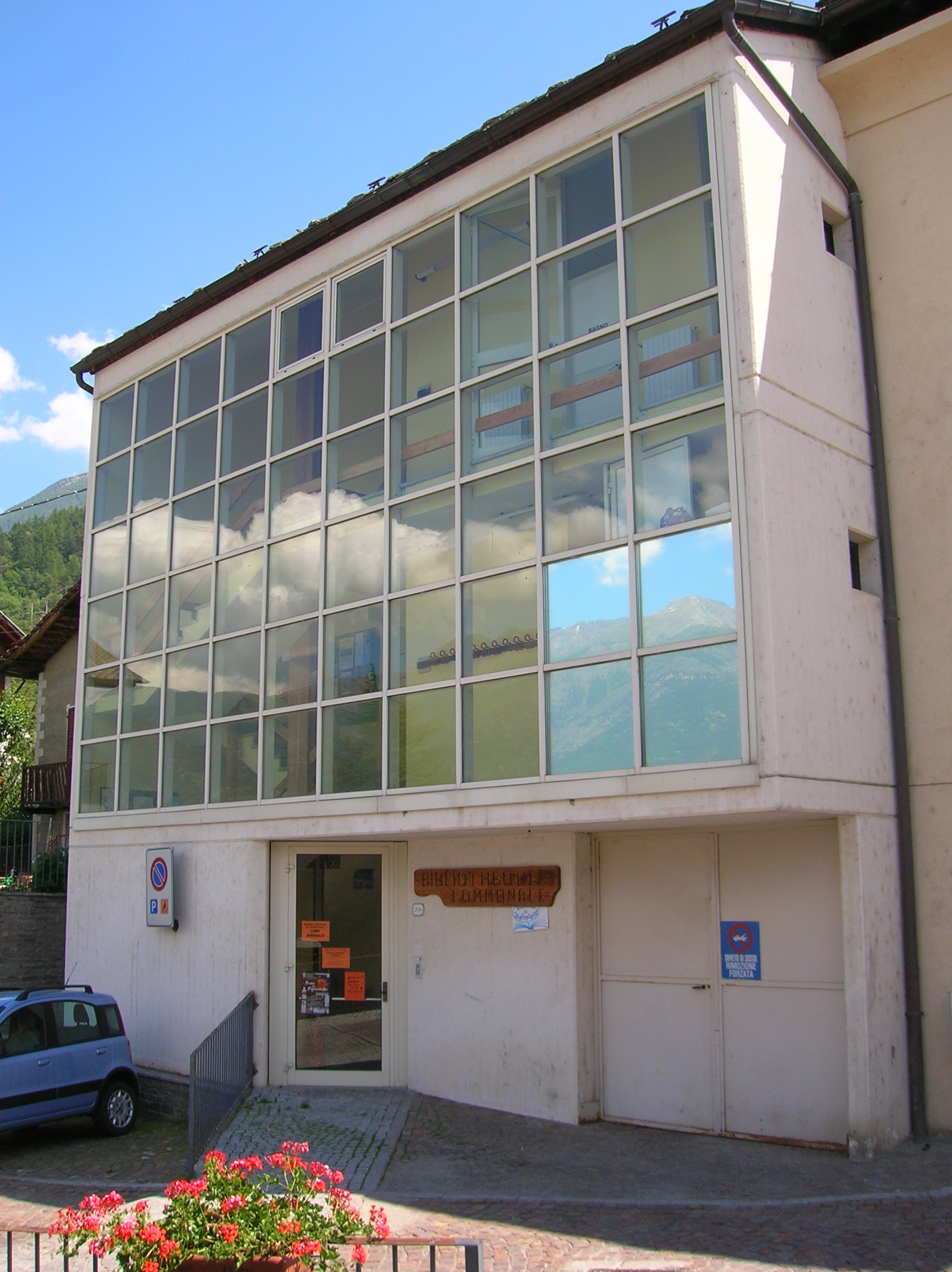
Библиотека
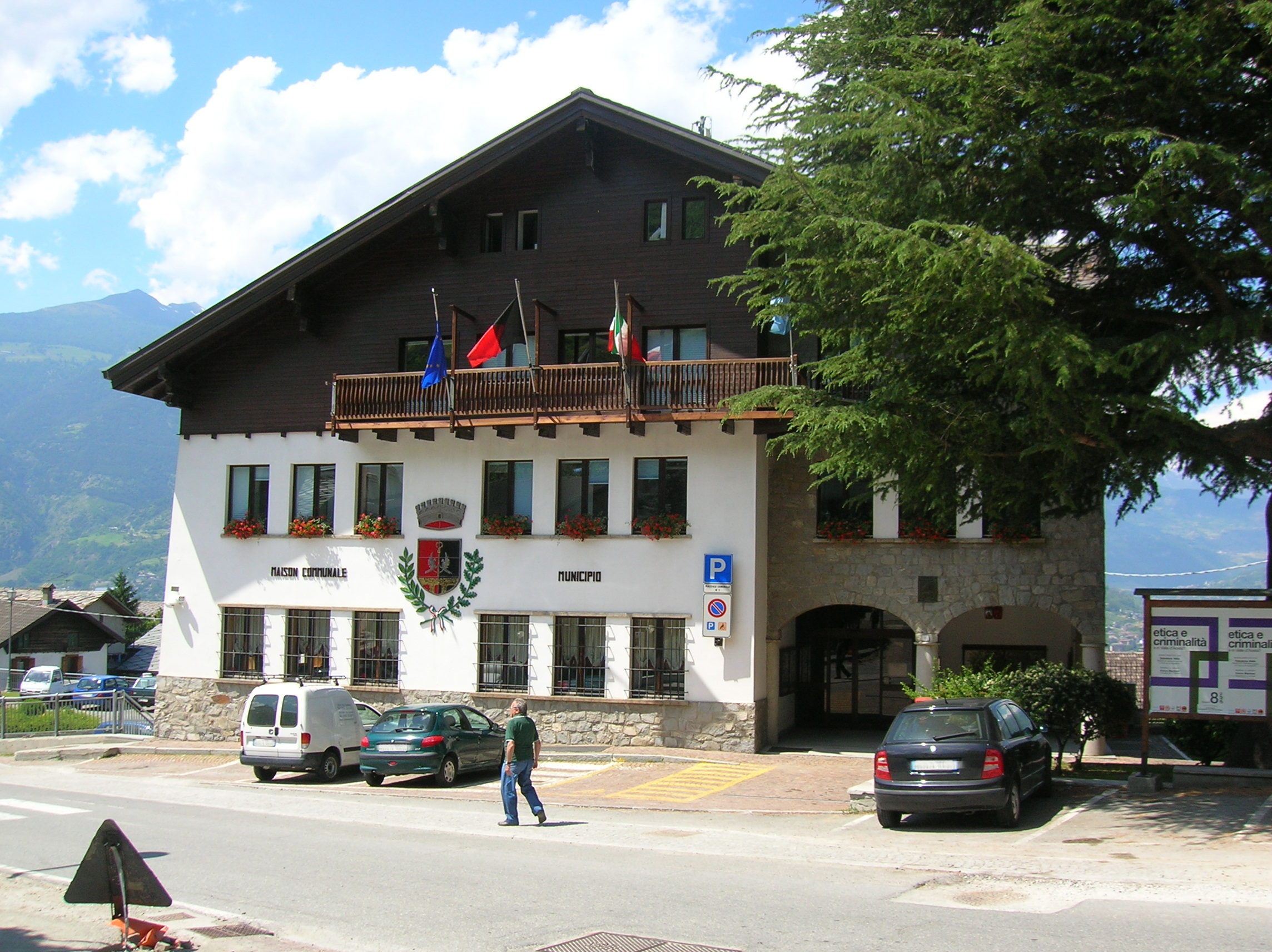
Мэрия